# Baix Empordà
Baix Empordà ("Lower Empordà") là một comarca (hạt) của Catalonia, Tây Ban Nha.

## Các đô thị
- Albons - 607
- Begur - 3748
- Bellcaire d'Empordà - 619
- La Bisbal d'Empordà - 8651
- Calonge - 8282
- Castell-Platja d'Aro - 7905
- Colomers - 206
- Corçà - 1174
- Cruïlles, Monells i Sant Sadurní de l'Heura - 1168
- Foixà - 303
- Fontanilles - 165
- Forallac - 1684
- Garrigoles - 144
- Gualta - 321
- Jafre - 348
- Mont-ras - 1749
- Palafrugell - 19635
- Palamós - 15968
- Palau-sator - 287
- Pals - 2143
- Parlavà - 348
- La Pera - 401
- Regencós - 288
- Rupià - 179
- Sant Feliu de Guíxols - 19456
- Santa Cristina d'Aro - 3522
- Serra de Daró - 176
- Tallada d'Empordà - 332
- Torrent - 168
- Torroella de Montgrí - 9393
- Ullastret - 230
- Ullà - 893
- Ultramort - 199
- Vall-llobrega - 549
- Verges - 1145
- Vilopriu - 167

## Trang web thương mại
- Easy hiking routes around Baix Empordà/Costa Brava  Lưu trữ ngày 9 tháng 3 năm 2021 tại Wayback Machine